# Eloeophila dietziana
Eloeophila dietziana là một loài ruồi trong họ Limoniidae. Chúng phân bố ở miền Cổ bắc.